# كارلوس منسيا
نيد أرنيل منسيا (بالإنجليزية: Ned Arnel Mencía)‏ (من مواليد 22 أكتوبر 1967)، والمعروف باسمه الفني كارلوس منسيا (كذلك نيد هولنيس سابقا)  هو كوميدي وكاتب وممثل أمريكي ولد في هندوراس. غالبًا ما يكون أسلوبه سياسيًا ويتحدث عن قضايا تتعلق بالعرق والثقافة والعدالة الجنائية والطبقات الاجتماعية. اشتهر بستضافته لبرنامج Mind of Mencia على كوميدي سنترال والذي أنتج منه أربعة مواسم قبل إلغائه في عام 2008.

## بدايات حياته
ولد منسيا في سان بيدرو سولا في هندوراس وترتيبه السابع عشر من ثمانية عشر طفلاً. والدته تدعى ماغدالينا منسيا وهي مكسيكية، أما والده فيدعى روبرتو هولنيس وهو هندوراسي. في زمن ولادته، كانت والدة منسيا متخاصمة مع والده، ورفضت إعطاء ابنها اسم عائلة أبيه. الاسم الذي يظهر في شهادة ميلاده هو «نيد أرنيل منسيا»، إلا أنه ظل يستخدم اسم نيد هولنيس احتراما لأبيه حتى بلغ الثامنة عشرة من عمره.
تربى منسيا على الكاثوليكية  في إيست لوس أنجلس على يد خالته كونسويلو وخاله بابلو مينسيا. التحق بمدرسة غارفيلد الثانوية في مقاطعة لوس أنجلوس. تاجر منسيا بالمخدرات عندما كان في التاسعة عشرة وقام بالسطو على منزل. تخصص في الهندسة الكهربائية في جامعة ولاية كاليفورنيا في لوس أنجلوس، لكنه ترك الدراسة مبكرا ليبدأ ميسرته في الكوميديا بعد أدى عرضا ناجحا في ليلة مفتوحة في نادي The Laugh Factory. له أخ أكبر يدعى جوزيف منسيا غالبا ما يظهر في برنامجه عقل منسيا.

## المهنة

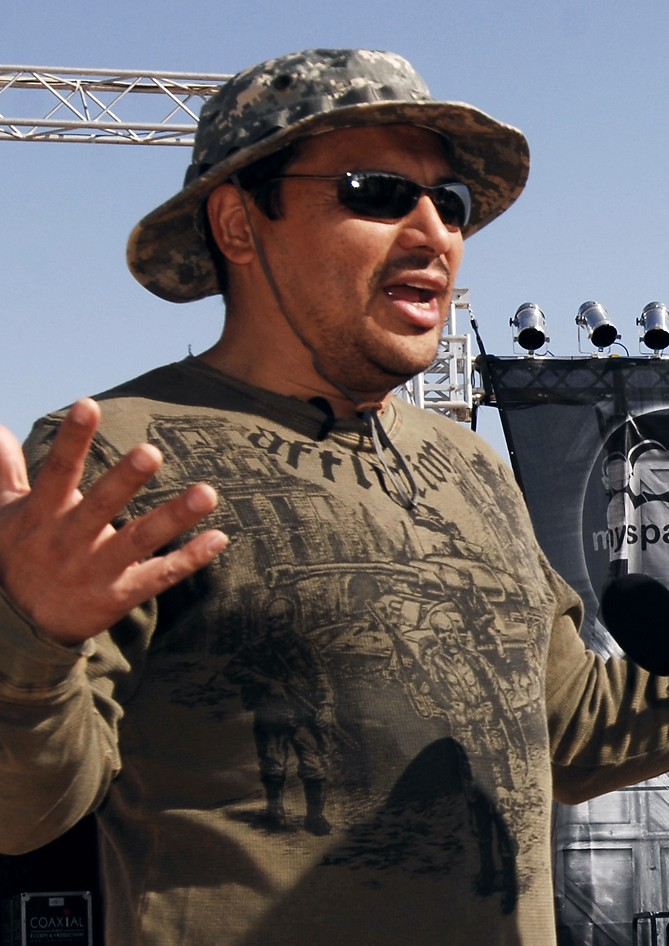
منسيا قبل حفلة حية في معسكر للجيش الأمريكي في منطقة الخليج العربي.

في عام 1988، اقترحت ميتزي شور، صاحبة نادي The Comedy Store، أن يغير منسيا اسمه الأول من «نيد» إلى «كارلوس» ليجذب الجمهور المكسيكي. أصبح منسيا يؤدي في مسارح محترمة في لوس أنجلس مثل The Comedy Store و The L.A. Cabaret. أدى نجاحه في هذه المسارح إلى ظهوره في برنامج أرسينو هول وبوسكاندو إستريلاس، حيث حصل على لقب «بطل الكوميديا الدولية». تم اختيار منسيا بعد ذلك لاستضافة البرنامج الكوميدي اللاتيني «لوكو سلام» على إتش بي أو في عام 1994.
تابع مينسيا مسيرته بعد لوكو سلام من خلال استضافة برنامج Funny is Funny! على Galavision في عام 1998. وواصل تأدية فقرات كوميديا الوقوف، ومنها جولة ناجحة في عام 2001 مع فريدي سوتو وبابلو فرانسيسكو فيما عرف باسم الأصدقاء الثلاثة أو “The Three Amigos". كما قام منسيا بتقديم عرضين خاصين لنصف ساعة على إتش بي أو، ونال من الثاني جائزة CableACE لأفضل عرض كوميدي خاص. أصدر أول ألبوم كوميدي له على وارنر ريكوردز، Take A Joke America، وقام بأداء حقق له شهرة واسعة في برنامج Comedy Central Presents في عام 2002.
ظهر مينسيا عمل أيضاً كممثل ضيف في برامج التلفزيون مثل مويشا والدرع، وأدى البطولة في فيلم Outta Time ومسلسل الرسوم المتحركة The Proud Family.
في مارس 2005، أعلنت محطة كوميدي سنترال عن عرضه الكوميدي "Mind of Mencia" لمدة نصف ساعة. يجمع العرض أداء منسيا المرتجل مع مقاطع قصيرة، وهو يشبه إلى حد كبير عرض شابيل للكوميدي ديف شبيل. حقق المعرض نجاحًا متوسطا في الموسم الأول، وتم تمديده لموسم ثانٍ في ربيع عام 2006، ليصبح ثاني أفضل برنامج على كوميدي سنترال وقتها بعد ساوث بارك. ثم مُدّد لموسم ثالث في ذلك الصيف قبل أن يتم إلغاؤه في عام 2008. تم إنتاج Mind of Mencia عن طريق نيدلوس، وهو مأخوذ من اسمه «نيد هولنيس» الذي اتخذه قبل أخذه الجنسية الأمريكية.
يظهر منسيا أحيانًا كضيف على برنامج أوبي وأنطوني الإذاعي على راديو القمر الصناعي XM وراديو CBS. شارك في أول جولة لفريق أوبي وأنطوني في عام 2006.
مثل منسيا في إعلان بيرة باد لايت في فاصل مباراة السوبربول الحادية والأربعين. في نوفمبر 2009، بدأ منسيا في الظهور في الإعلانات التجارية عن منتج لإنقاص الوزن يسمى Belly Burner، والذي زعم أنه يستخدمه شخصياً.
ذهب منسيا في جولة كوميدية عام 2011، حيث ظهر في مسارح في شومبرغ، إلينوي في 24 و25 يونيو، وانتهت في لاس فيغاس في نادي تريجر آيلاند يوم الجمعة 16 سبتمبر 2011.
مينسيا هو المالك الشريك لسلسلة مطاعم ماجي ريتا.

## روابط خارجية
- كارلوس منسيا على موقع IMDb (الإنجليزية)
- كارلوس منسيا على موقع ألو سيني (الفرنسية)
- كارلوس منسيا على موقع ميوزك برينز (الإنجليزية)
- كارلوس منسيا على موقع تيرنر كلاسيك موفيز (الإنجليزية)
- كارلوس منسيا على موقع أول موفي (الإنجليزية)
- كارلوس منسيا على موقع بوكس أوفيس موجو (الإنجليزية)
- كارلوس منسيا على موقع قاعدة بيانات الأفلام السويدية (السويدية)
- كارلوس منسيا على موقع إن إن دي بي (الإنجليزية)
- كارلوس منسيا على موقع قاعدة بيانات الفيلم (الإنجليزية)
- كارلوس منسيا على موقع كينوبويسك (الروسية)